# グアバ
グアバ（グァバ、グヮバ、潘石榴、ハンシリュウ、グアヴァとも。英語: guava；スペイン語: guayaba；ポルトガル語: goiaba；学名: Psidium guajava L.）は、フトモモ科に属する熱帯性の低木。または、これと同じバンジロウ属（Psidium）の約100種の植物の総称。グアバはカール・フォン・リンネの『植物の種』(1753年) で記載された植物の一つである。

## 植物学上の特徴と分布
カリブ海沿岸、中央アメリカ、南アメリカ北部、東南アジアなどに自生する。和名は蕃石榴（バンジロウまたはバンザクロ、バンセキリュウ）。琉球語ではバンシルー（沖縄本島）バンシロウ(奄美)、バンチキロー（宮古島)、バンチュル（八重山諸島)などと呼ばれ、また台湾では芭楽（台湾語: 菝仔 pa̍t-á パラー、繁体字: 芭樂、簡体字: 芭乐、中国語拼音: bā lè パーロー、注音: ㄅㄚ ㄌㄜˋ）と呼ばれる。
葉は楕円から卵型で、長さは5-15センチメートル程度。対生で枝分かれしない。花は白く、5枚の花弁と多数のおしべを持つ。
果実は食用とされる。形は球か洋ナシ型で、直径3-10センチメートルほど。皮は薄くてきめが細かく、色は薄い緑色から黄色、成熟期には品種によってピンクや赤になる。強い特徴的な香りをもち、白から橙色の果肉の間には、小さく固い種子がたくさんあり、種子を多く摂取すると腹をくだす。ビタミンA、B、Cが豊富。
葉に含まれるポリフェノールは、α-マルターゼによるデンプンの分解を抑制し、糖の吸収をおだやかにし、血糖上昇を抑制する作用があり健康茶（グアバ茶）に使われる。特定保健用食品の許可がある製品も存在する。
グアバは熱帯の国々で食用として栽培されており、ストロベリー、コスタ・リカ、アップル、ギニア、カットリー、マウンテンなどの品種がある。果実はカットしてそのまま食用とするか、デザートなどに使われる。台湾では、生のグアバに食塩、唐辛子粉、またはプルーンの粉末や乾燥梅干しの粉末に甘味料、塩などを混ぜた「酸梅粉」をつけて食べる。茹でたグアバはキャンディー、ジャム、ゼリー、ネクターなど、幅広く使用される。
グアバは霜に弱い。ハワイなど一部の熱帯地域では、ある種のグアバが雑草のようにはびこっている。また、グアバは熱帯の植物には珍しく、室内で育成すれば温帯地域でも食べられる大きさの果実を収穫できるため、園芸の対象としても興味をもたれている。日本においては沖縄県や奄美群島で民家の庭木としてよく見られる。
近縁種のキバンジロウ（テリハバンジロウ）もグアバと呼ばれ同様に利用されている。
- 台湾のグアバ（芭樂）
- グァバの花

## 侵略的外来種として
グアバはランタナと並んでハワイ諸島やガラパゴス諸島において侵略的外来種として猛威を振るっている。